# 夜半歌聲 (1985年電影)
《夜半歌聲》為1985年杨延晋執導之電影，翻拍自1937年中國電影《夜半歌聲》。

## 電影內容
这部电影描述了黑暗年代一个神秘离奇曲折动人的爱情故事。豪绅李宪臣的女儿李晓霞爱上了演员宋丹萍，李宪臣不同意女儿和戏子交往，唆使暗恋晓霞的表哥从中作梗，但是宋丹萍不但没有退缩反而爱得更深。一天夜里，宋丹萍回家路上被人用漒水毁了容。他的面部变得非常恐怖，他再也不能上台演唱，也再不能见自己心爱的人来。李晓霞经受不住这样突如其来的打击，精神失常。当晓霞得知宋丹萍是因为不愿让自己看到他的丑陋模样才不见她时，毅然用金针刺瞎了双眼。晓霞的家丁欲放火烧死宋丹萍，晓霞冲进火中与他一起死去。

## 人物角色
| 角色名稱 | 演員   | 備註 |
| -------- | ------ | ---- |
| 孙小鸥   | 王伟平 |      |
| 绿蝶     | 张琪   |      |
| 宋丹萍   | 翟乃社 |      |
| 李晓霞   | 李芸   |      |
| 张老头   | 李天济 |      |
| 汤俊     | 韦国春 |      |
| 奶妈     | 王静安 |      |
| 李宪臣   | 李志舆 |      |
| 吴团主   | 薛沐   |      |